# Есиха
Есиха (шп. Écija) град је у Шпанији у аутономној заједници Андалузија у покрајини Севиља. Према процени из 2017. у граду је живело 40 270 становника.

## Становништво
Према процени, у граду је 2017. живело 40 270 становника.
| 1970.  | 1981.  | 1991.  | 2000.  | 2010.  | 2017.  |
| ------ | ------ | ------ | ------ | ------ | ------ |
| 36.056 | 34.619 | 35.727 | 37.652 | 40.534 | 40.270 |

## Партнерски градови
- Аранхуез
- Ле Павијон су Боа